# عرف الريف (رواية)
عرف الريف (بالإنجليزية: The Custom of the Country)‏ هي رواية بقلم إديث وارتون نشرت عام 1913. وهي تروي قصة أوندين سبراغ، وهي فتاة من الغرب الأوسط تحاول أن ترتقي في مجتمع في مدينة نيويورك.

## وصلات خارجية
- عرف الريف على موقع الموسوعة البريطانية (الإنجليزية)

كتاب مجاني: The Custom of the Country على مشروع غوتنبرغ
1. ↑  "معلومات عن عرف الريف (رواية) على موقع viaf.org". viaf.org. مؤرشف من الأصل في 2017-01-20.
2. ↑  "معلومات عن عرف الريف (رواية) على موقع catalogue.bnf.fr". catalogue.bnf.fr. مؤرشف من الأصل في 2019-05-31.
3. ↑  "معلومات عن عرف الريف (رواية) على موقع gutenberg.org". gutenberg.org. مؤرشف من الأصل في 2018-12-13.